# Крістіна Зантлейтнер
Крістіна Зантлейтнер (угор. Krisztina Zantleitner, 8 травня 1974) — угорська ватерполістка.
Учасниця Олімпійських Ігор 2004, 2008 років. Чемпіонка світу з водних видів спорту 2005 року.